# Sharon Colyear
Sharon Colyear, po mężu Danville (ur. 22 kwietnia 1955 w Manchesterze, zm. 23 listopada 2024) – angielska lekkoatletka, płotkarka i sprinterka, medalistka mistrzostw Europy w 1978.
Odpadła w półfinale biegu na 200 metrów na mistrzostwach Europy w 1974 w Rzymie.
Zajęła 8. miejsce w sztafecie 4 × 100 metrów (w składzie: Wendy Clarke, Denise Ramsden, Colyear i Andrea Lynch), a także odpadła w półfinale biegu na 100 metrów przez płotki i ćwierćfinale biegu na 100 metrów na igrzyskach olimpijskich w 1976 w Montrealu. Na halowych mistrzostwach Europy w 1977 w San Sebastián zajęła 6. miejsce w biegu na 60 metrów.
20 sierpnia 1977 w Londynie ustanowiła rekord świata w sztafecie 4 × 200 metrów czasem 1:31,6 (sztafeta brytyjska biegła w składzie: Verona Elder, Donna Hartley, Colyear i Sonia Lannaman).
Zdobyła srebrny medal w sztafecie 4 × 100 metrów (w składzie: Beverley Goddard, Kathy Smallwood, Colyear i Lannaman), a także odpadła w półfinale biegu na 100 metrów przez płotki na mistrzostwach Europy w 1978 w Pradze. Jako reprezentantka Anglii zwyciężyła w sztafecie 4 × 100 metrów (w tym samym składzie, co na mistrzostwach Europy) i zdobyła brązowy medal w biegu na 100 metrów przez płotki (za koleżankami z reprezentacji Anglii Lorną Boothe i Shirley Strong) na Igrzyskach Wspólnoty Narodów w 1978 w Edmonton.
Po kilku latach przerwy w uczestniczeniu w wielkich imprezach sportowych wystąpiła (jako Shirley Danville) w biegu na 100 metrów na igrzyskach olimpijskich w 1984 w Los Angeles, odpadając w półfinale.
Była mistrzynią Wielkiej Brytanii (AAA) w biegu na 100 metrów przez płotki w 1976 i 1978 oraz wicemistrzynią w biegu na 100 metrów w 1976 i 1977, a także halową wicemistrzynią w 1977 i brązową medalistką w 1976 w biegu na 60 metrów. Była również mistrzynią Wielkiej Brytanii (UK Championships) w biegu na 100 metrów przez płotki w 1977 i 1978 oraz brązową medalistką w tej konkurencji w 1983.
Ustanowiła rekord Wielkiej Brytanii w biegu na 100 metrów przez płotki czasem 13,11 s, uzyskanym 26 czerwca 1976 w Bydgoszczy. Czterokrotnie poprawiała rekord swego kraju w sztafecie 4 × 100 metrów do wyniku 42,72 s, osiągniętego 3 września 1978 w Pradze.